# Enfants de Koizumi
 (novembre 2022).
Si vous disposez d'ouvrages ou d'articles de référence ou si vous connaissez des sites web de qualité traitant du thème abordé ici, merci de compléter l'article en donnant les références utiles à sa vérifiabilité et en les liant à la section « Notes et références ».
Enfants de Koizumi (小泉チルドレン, Koizumi chirudoren, Koizumi Children) est un terme politique japonais utilisé pour désigner les 83 membres du parti libéral-démocrate de la chambre des représentants élus pour la première fois aux élections législatives japonaises de 2005.
Les enfants Koizumi sont organisés dans une association politique appelée Groupe 83 (83会, hachijūsan kai).
Aux élections législatives suivantes de 2009, seuls 10 d'entre eux sont réélus, lors d'une élection qui voit une victoire historique de la principale formation politique d'opposition, le Parti démocrate du Japon. Nombre d'entre eux récupèrent cependant leur siège aux élections législatives de 2012.
Parmi ces enfants, on retrouve notamment Tomomi Inada, Hirotaka Ishihara, Nobuko Iwaki, Hideki Makihara, Takashi Ōtsuka, Kuniko Inoguchi, Keiko Nagaoka, Naomi Tokashiki ou encore Satsuki Katayama.